# Grime
Grime – gatunek muzyki powstały w 2002 roku w Londynie, pochodzący od m.in.: UK garage, hip-hopu, drum and bassu oraz dubstepu. Styl charakteryzuje się nierównomiernym tempem, wynoszącym około 140 BPM, oraz rapowaniem.
Wykonawców, wydających muzykę w tym właśnie gatunku, nazywa się Masters of Ceremony (MC lub MoC).

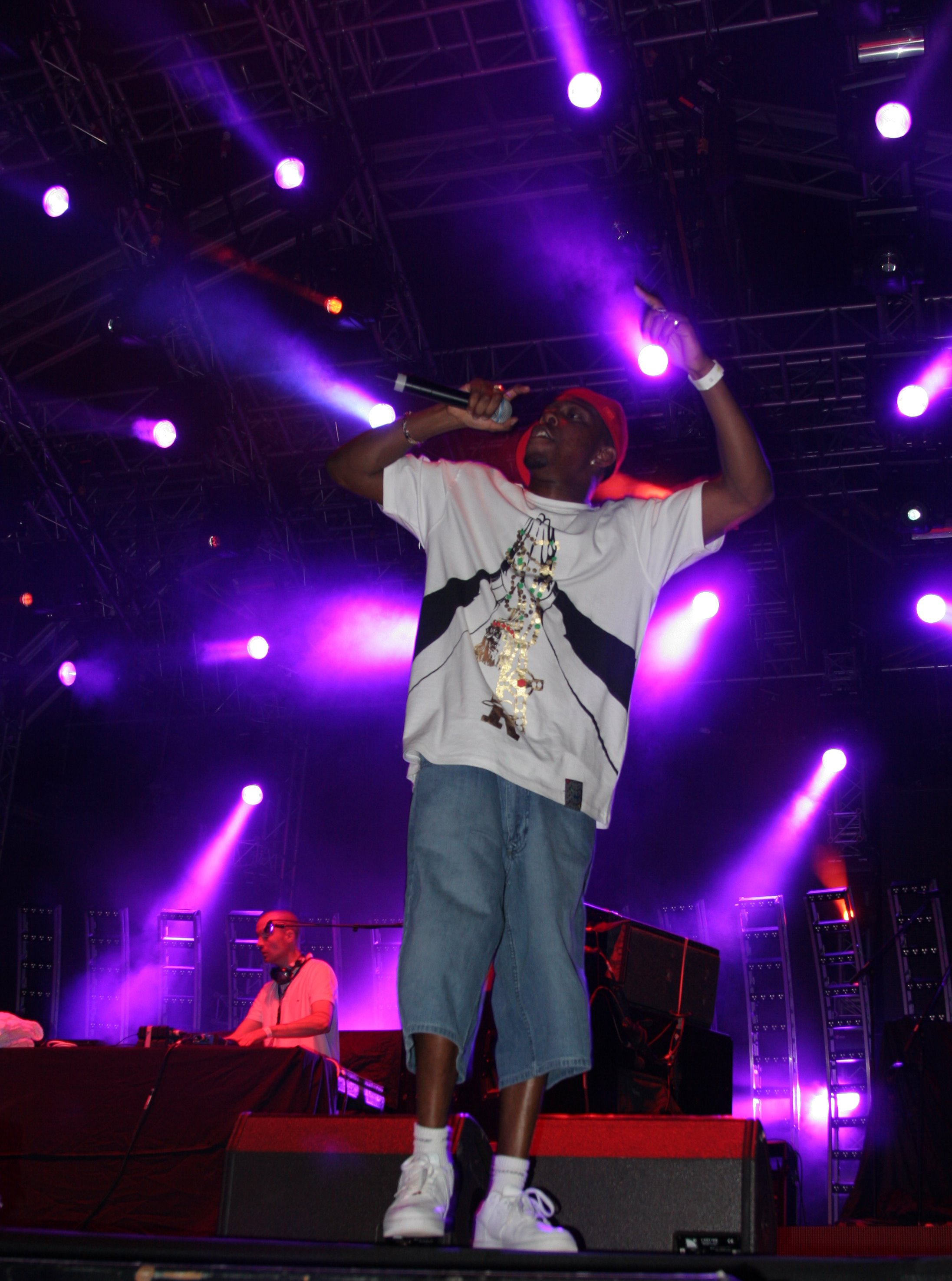
Dizzee Rascal podczas Barcelona Weekend Dance

## Charakterystyka

### Styl
W muzyce grime dużą wagę przywiązuje się do tekstów. W porównaniu do hip-hopu, w tekstach grime nie używa się zazwyczaj wulgaryzmów czy nawiązań do seksu i przemocy. Zazwyczaj muzyka tego gatunku występuje w klubach, z kolei "zwyczajne" koncerty są o wiele mniej popularne. Utwory, podczas występów na żywo, bywają gwałtownie i często zmieniane. Charakterystyczny jest poza tym tzw.freestyle, używanie wielu różnych podkładów oraz przerywanie i odtwarzanie utworu od początku przez DJ-a (reloads). Popularne, szczególnie w Wielkiej Brytanii, są także sesje na żywo w radiu (np. Rinse FM, BBC 1Xtra), nagrywane także w formie wideo.

### Scena
Za stolicę muzyczną grime’u uważany jest Londyn - to tam znajdują się największe ośrodki miłośników gatunku. Wśród najbardziej rozpoznawalnych wykonawców, których muzyka tworzona jest w tym nurcie, wymienić można: D Double E, Dizzee Rascal, Getter, JME, Kano, P. Money, Skepta, Stormzy, Tempa T i Wiley oraz grupy, takie jak: Boy Better Know, Newham Generals, OGz, Roll Deep, czy StayFresh. Poza Londynem, grime jest popularny głównie w Birmingham, gdzie występują następujący wykonawcy (m.in.): Devilman, DJ Preditah, Invasion Alert, Mayhem NODB i wspomniany wcześniej zespół StayFresh.
Utwory uważane za najbardziej charakterystyczne i reprezentatywne dla gatunku, to:
- Dizzee Rascal, Stop Dat
- JME, Serious
- Kano, P’s and Q’s
- Lethal Bizzle, Pow
- Rebound X, Rhythm And Gash
- Skepta, Private Caller
- Tempa T, Next Hype
- Wiley, Eskimo

## Początki i rozwój
Muzyka grime powstała prawdopodobnie we wschodnim Londynie. Początki tego nurtu muzycznego, zaczęły się od transmisji w pirackich stacjach radiowych, gdzie wielu artystów promowało swoje umiejętności poprzez freestyle lub odtwarzanie swoich produkcji. Niektóre źródła podają, że grime wywodzi się bezpośrednio z garage’u, a powstał, gdy MC, prowadzący występy DJ-ów w klubach, zaczęli rapować do tychże utworów. Początkowo nowy gatunek był nazywany grimy garage ("brudny garage"). W porównaniu z UK garage, grime ma mroczniejsze i bardziej rytmiczne (rapowe) brzmienie. Za pierwsze utwory z tego gatunku uznaje się przykładowo: Eskimo Wiley’ego oraz Pulse X Musical Mob.
Dizzee Rascal i Wiley jako pierwsi zwrócili uwagę mediów i wielu odbiorców na grime w roku 2003, kiedy zostały wydane ich albumy: Boy in da Corner i Treddin’ on Thin Ice. Dizzee Rascal szybko zdobył rozgłos i osiągnął wielki komercyjny sukces. Jako jeden z prekursorów tego gatunku muzycznego, zdobył Mercury Music Prize w tym samym roku. Dzięki temu grime coraz częściej pojawiał się w brytyjskich stacjach telewizyjnych (np. Channel U TV) oraz radiowych (Kiss FM i należąca do BBC 1Xtra).

## Współcześnie
Obecnie, wielu artystów, związanych w przeszłości z tym gatunkiem, zaczęło stylizować swoje utwory na podobne do hip-hopu (rapując do muzyki zbliżonej do trapu). Takie tendencje wzbudziły sprzeciw niektórych „legendarnych” postaci brytyjskiej grime’owej sceny muzycznej.
Od połowy 2014 roku, grime rozpoczął popularyzować się, a przez to również ewoluować. Przyczyną dużego wzrostu popularności gatunku w mediach był głównie występ Kanyego Westa na gali Brit Awards 25 lutego 2015 roku, gdzie raper pojawił się w otoczeniu wielu czołowych przedstawicieli grime, ubranych na czarno. Sytuacja ta, była szeroko komentowana, ponieważ treść występu nie została w całości ujawniona organizatorom, przez co w audycji na żywo pojawiło się dużo wulgaryzmów. Po tym wydarzeniu, media (głównie amerykańskie) zastanawiały się, dlaczego West zaprosił artystów na scenę i zaczęły szerzej analizować oraz przyglądać się gatunkowi grime.
Popularność gatunku wśród szerszej publiczności wzrastała głównie za sprawą Skepty. W 2014 roku artysta wydał pierwszy singiel, wyprodukowany przez siebie i nagrany razem z JME, zatytułowany That’s Not Me, zamieszczony później w albumie Konnichiwa. Utwór ten uważa się za nawiązujący, a wręcz identyczny do pierwotnego, starego grime’u. W 2015 roku raper wydał kolejny singiel Shutdown, który odbił się szerokim echem w mediach publicznych.